# Richard Runciman Terry
Richard Runciman Terry   (Ellington, 3 de gener de 1865 - 18 d'abril de 1938) fou un compositor i musicògraf anglès.
Estudià a la Universitat de Cambridge i fou, successivament, organista i mestre de cors de la Elstow School, de la catedral de Saint John de l'abadia de Downside. De 1901 a 1924 desenvolupà els càrrecs d'organista i director de música de la Catedral de Westminster. També fou examinador de música de la Universitat de Dublín i de la Universitat de Birmingham, i lector d'aquesta última, de la Universitat de Leeds i la Universitat d'Oxford. El 1922, i com a recompensa als seus mèrits artístics, se li atorgà un títol de sir. Ha escrit Catholic Church Music, The Music of the Roman Rite, On Music's Borderland, Assays on Old Music, Old Rhymes with New Temis, The Shanty Book, More Old Rhymes with New Times. També ha compost cinc misses, un rèquiem i nombrosos motets. Va col·laborar en els himnes anglès, francès, alemany i americà, i fou director de Musical News and Herald.